# Thelotornis mossambicanus
Espèce
Synonymes
- Dryiophis kirtlandii var. mossambicana Bocage, 1895
- Thelotornis capensis mossambicanus Bocage, 1895

Thelotornis mossambicanus  est une espèce de serpents de la famille des Colubridae.

## Répartition
Cette espèce se rencontre dans le sud de la Somalie, dans le sud-est du Kenya, en Tanzanie, au Malawi, au Mozambique et en Zambie.

## Description

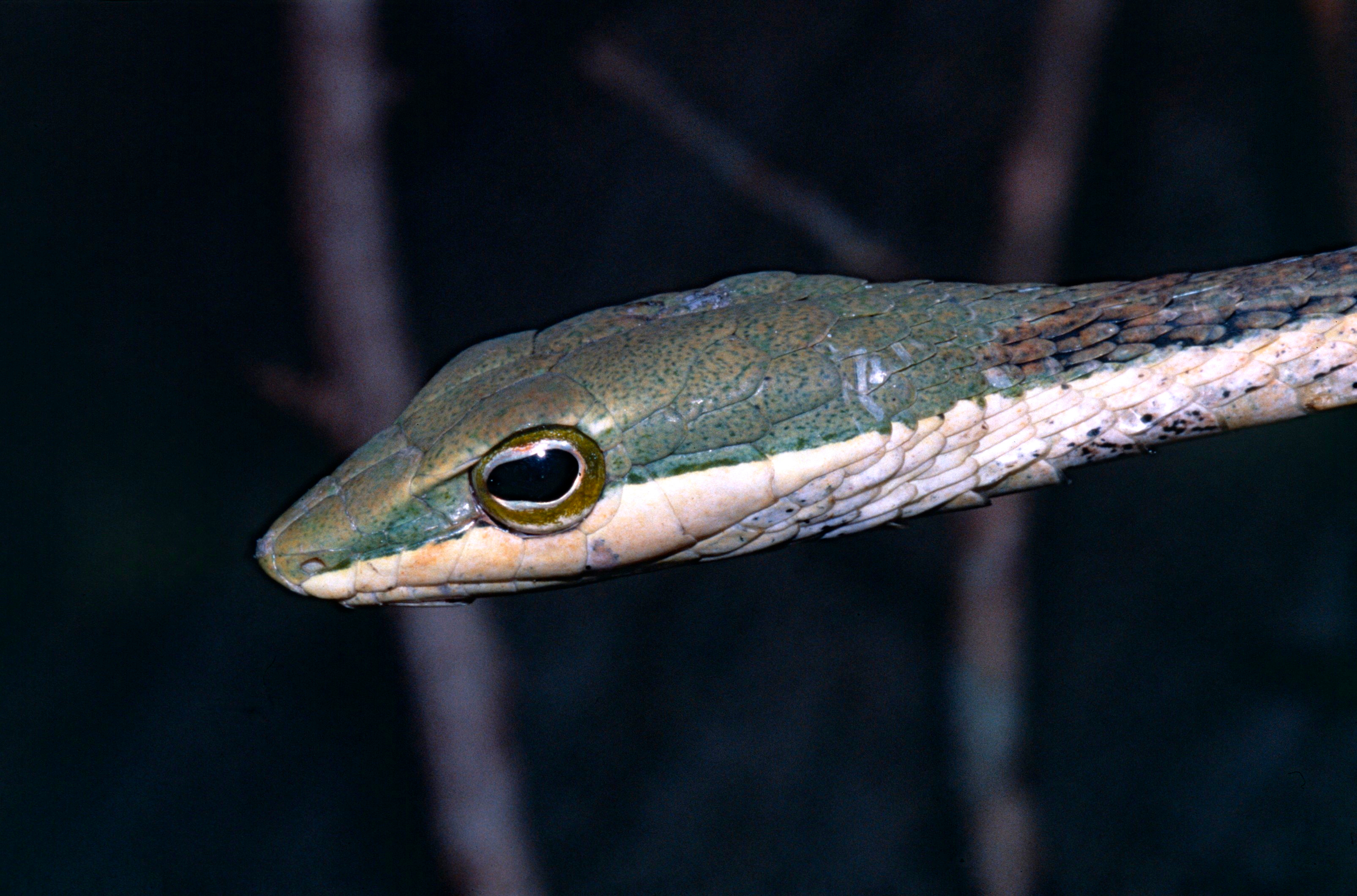

C'est un serpent venimeux.

## Publication originale
- Bocage, 1895 : Herpétologie d'Angola et du Congo, ouvrage publié sous les auspices du Ministère de la marine et des colonies, p. 1-203 (texte intégral).